# 不変化詞
不変化詞（ふへんかし、英語: Particle）または小辞（しょうじ）とは、典型的な屈折語（インド・ヨーロッパ語等）において人称・数・性・格などにより語形変化する品詞である動詞・名詞・代名詞・形容詞などを除いた品詞の総称である。他の言語でも対応する品詞の総称として用いる。
具体的には次のような品詞（あるいは個別言語でこれらに相当するもの）を含む。
- 副詞
- 接置詞
- 接続詞
- 間投詞
- 前置詞
- 文末助詞
- 日本語の助詞（機能的には上記各品詞に相当するものを含む）

名詞や動詞に付属して格、法、アスペクトなどに相当する文法的機能を果たすものもある。
また広義には、個別言語で語形変化しない品詞を含めて指すこともあり（英語Uninflected word、例えば英語の形容詞、冠詞など）、他には従来の品詞に分類できないものを助詞・小辞と呼ぶこともある（助詞を参照）。